# Tidö-Lindö
Tidö-Lindö är en tätort i Västerås kommun.
Tidö-Lindö var från början ett fritidshusområde på en ö i Mälaren. Numera är där i stor utsträckning åretruntboende och det är inte många sommarstugeägare kvar. 
På Västerängen finns bland annat en fotbollsplan, basketbollplan, lekpark med mera.

## Befolkningsutveckling
| Befolkningsutvecklingen i Tidö-Lindö 1980–2020 | Befolkningsutvecklingen i Tidö-Lindö 1980–2020 | Befolkningsutvecklingen i Tidö-Lindö 1980–2020 | Befolkningsutvecklingen i Tidö-Lindö 1980–2020 | Befolkningsutvecklingen i Tidö-Lindö 1980–2020 |
| ---------------------------------------------- | ---------------------------------------------- | ---------------------------------------------- | ---------------------------------------------- | ---------------------------------------------- |
|                                                |                                                |                                                |                                                |                                                |
| År                                             |                                                |                                                | Folkmängd                                      | Areal (ha)                                     |
| 1980                                           | 1980                                           |                                                | 196                                            |                                                |
| 1990                                           | 1990                                           |                                                | 327                                            | 121                                            |
| 1995                                           | 1995                                           |                                                | 418                                            | 121                                            |
| 2000                                           | 2000                                           |                                                | 499                                            | 121                                            |
| 2005                                           | 2005                                           |                                                | 575                                            | 121                                            |
| 2010                                           | 2010                                           |                                                | 637                                            | 120                                            |
| 2015                                           | 2015                                           |                                                | 675                                            | 108                                            |
| 2020                                           | 2020                                           |                                                | 726                                            | 113                                            |
| Anm.: Ny tätort 1980                           |                                                |                                                |                                                |                                                |